# Programa Nacional de Apoio ao Transporte do Escolar
O Programa Nacional de Apoio ao Transporte do Escolar (PNATE), criado pela Lei nº 10.880, de 9 de junho de 2004, garante o repasse automático, em caráter suplementar, de recursos para custear despesas com manutenção de veículos ou de serviços terceirizados destinados ao transporte escolar nas redes de ensino público estadual e municipal.
O programa objetiva assegurar o acesso de estudantes residentes na área rural à rede pública de ensino, contribuindo para a redução da evasão escolar nessas comunidades. Até 2008, os repasses eram destinados apenas para atender a demanda do ensino fundamental. Em 16 de junho de 2009, com a aprovação da Lei nº 11.947, o atendimento foi estendido aos estudantes da educação infantil (creches e pré-escolas) e do ensino médio.
O repasse dos recursos, feito pelo Fundo Nacional de Desenvolvimento da Educação (FNDE) autarquia vinculada ao Ministério da Educação, considera para cálculo dos valores o número de alunos informado no Censo Escolar (Educacenso) do ano anterior, a posição do município na linha de pobreza e, após 2008, o Índice de Desenvolvimento da Educação Básica (Ideb), conforme determina o Plano de Desenvolvimento da Educação (PDE).
O programa destinou aos estados e municípios, entre 2006 e 2008, o valor de R$81,56 a R$116,36 por aluno ao ano, dependendo das características de cada município. Já em 2009 o valor passou para R$88,13 a R$125,72.